# Haris Hajdarević
Haris Hajdarević est un footballeur bosnien né le 7 octobre 1998 à Sarajevo.
Il évolue au poste de milieu de terrain au FK Željezničar.

## Biographie
Avec le club du FK Željezničar, il remporte la Coupe de Bosnie-Herzégovine en 2018, en disputant l'intégralité de la finale gagnée face au FK Kupra.

## Palmarès
- Vice-champion de Bosnie-Herzégovine en 2018 avec le FK Željezničar
- Vainqueur de la Coupe de Bosnie-Herzégovine en 2018 avec le FK Željezničar